# Mycomya edwardsi
Mycomya edwardsi är en tvåvingeart som beskrevs av Coher 1950. Mycomya edwardsi ingår i släktet Mycomya och familjen svampmyggor. Inga underarter finns listade i Catalogue of Life.